# ويليام الكسندر مورغان
ويليام الكسندر مورغان (بالإنجليزية: William Alexander Morgan) هو رائد أعمال أمريكي، ولد في 19 أبريل 1928م في كليفلاند في الولايات المتحدة، كان قائدًا في حرب العصابات الكوبية، لعب دورًا بارزًا في الثورة الكوبية. قاد مورغان مجموعة من المتمردين ضمن الجبهة الوطنية الثانية في إسكامبراي (Second National Front of Escambray)، وساهم في طرد قوات الجيش الكوبي من مواقع استراتيجية في جبال الوسط، ما مهّد الطريق أمام قوات فيدل كاسترو لتحقيق النصر. يُعد مورغان أحد نحو عشرين مواطنًا أمريكيًا شاركوا في القتال إلى جانب الثوار الكوبيين، كما كان واحدًا من ثلاثة أجانب فقط حصلوا على رتبة "كوماندانتي" (Comandante) داخل صفوف القوات الثورية. لكن بعد انتصار الثورة، شعر مورغان بخيبة أمل من اتجاه كاسترو نحو الشيوعية، فانضم إلى التمرد المناهض لكاسترو في إسكامبراي، والذي تلقى دعمًا من وكالة الاستخبارات المركزية الأمريكية (CIA).في عام 1961، تم اعتقاله من قبل الحكومة الكوبية، وخضع لمحاكمة عسكرية، ثم أُعدم رميًا بالرصاص بحضور فيدل كاسترو وراؤول كاسترو.